# Raghunandan Swarup Pathak
Raghunandan Swarup Pathak (* 25. November 1924 in Bareli; † 17. November 2007 in Delhi) war Präsident des Obersten Gerichtshofs Indiens und damit oberster Richter Indiens. Er war der Sohn von Gopal Swarup Pathak, dem früheren Vizepräsidenten Indiens.

## Biografie
Nach seinem Studium der Rechtswissenschaften an der University of Allahabad war er als Anwalt am Allahabad High Court tätig, wo er sich hauptsächlich mit Verfassungsrecht, Steuerrecht und Gesellschaftsrecht beschäftigte.
Vom 21. Dezember 1986 bis 18. Juni 1989 war er Präsident des Obersten Gerichtshofs Indiens und von 1989 bis 1991 Richter am Internationalen Gerichtshof in Den Haag.
Im November 2005 wurde Pathak beauftragt, die indischen Verbindungen zum Öl-für-Lebensmittel-Programm zu untersuchen. Am 31. August 2006 veröffentlichte er einen 90-seitigen Bericht, in welchem er den früheren Außenminister Kanwar Natwar Singh der Korruption beschuldigte.
Pathak starb am 17. November 2007 im Alter von 82 Jahren an den Folgen eines Herzinfarkts.